# Маслов, Дмитрий Иванович
Дмитрий Иванович Маслов (20 октября (2 ноября) 1901, Москва — 9 апреля 1983, Москва) — советский футболист.
Выступал за команды московское «РГО», «Московский клуб спорта», «Красная Пресня» и «Динамо». В составе «Красной Пресни» — чемпион Москвы 1923 (весна).
В 1923 году в составе сборной РСФСР провёл 4 товарищеских матча, в которых забил 2 мяча.
В 1925 году в составе сборной Москвы провёл товарищеский матч против сборной СССР (1:2).
В 1926 году в составе Сборной военного ведомства провёл товарищеский матч против сборной СССР (3:3).
Помимо футбола, выступал за «Динамо» в хоккее с мячом.
В 1931 году был арестован и осуждён.
В 1933—1938 годах — главный тренер футбольной команды КФК «Динамо» (Дмитров), созданной в рамках строительства канала Москва-Волга.
По состоянию на 1942 год работал в обществе «Спартак» в системе снабжения. Вторично арестован в феврале 1942 года по «делу Старостиных».

## Достижения
Чемпионат Москвы в классе «Б»
- победитель: 1919 (о),

Кубок КФС — «Коломяги» (Абсолютное первенство Москвы)
- финалист: 1921

Список 33 лучших футболистов сезона в СССР
- Правый нападающий: 1923 (№ 2)[a]